# Shaleum Logan
Shaleum Narval Logan (n. 6 de noviembre de 1988 en Mánchester) es un futbolista inglés que juega como defensor del Aberdeen FC de la Premiership de Escocia.  

## Carrera
Logan fue un producto de las canteras del Manchester City, habiendo firmado un contrato de tres años con el equipo principal en el verano de 2007. Su hermano mayor, Carlos Logan, es un exalumno de las canteras del Manchester City.
Logan hizo su debut en la Copa de la Liga en la victoria por 2 a 1 sobre el Bristol City en agosto de 2007, jugando su segundo encuentro en la siguiente ronda de dicha competencia ante el Norwich City es septiembre de 2007. Se unió al Grimsby Town de la Segunda División Inglesa en un préstamo de un mes en octubre de 2007, marcando un excelente gol en su debut ante el Rochdale. En su regreso al Manchester City, fue automáticamente dado en préstamo al Scunthorpe United, por un mes nuevamente. Luego se unió al Stockport County inglés en un préstamo de un mes en febrero de 2008. En agosto de 2009, John Barnes, el entonces entrenador de Tranmere Rovers, fichó a Logan en préstamo hasta el final de la temporada.

## Clubes
| Club              | País       | Año       |
| ----------------- | ---------- | --------- |
| Manchester City   | Inglaterra | 2007      |
| Grimsby Town      | Inglaterra | 2007      |
| Scunthorpe United | Inglaterra | 2007      |
| Stockport County  | Inglaterra | 2008      |
| Manchester City   | Inglaterra | 2008-2009 |
| Tranmere Rovers   | Inglaterra | 2009-2010 |
| Manchester City   | Inglaterra | 2010-2011 |
| Brentford FC      | Inglaterra | 2011-2014 |
| Aberdeen FC       | Escocia    | 2014-     |